# اتفاق وقف إطلاق النار بين إسرائيل ولبنان 2024
وقف إطلاق النار بين إسرائيل ولبنان لعام 2024 هو اتفاق وقف إطلاق نار مؤقت لمدة ستين يومًا بين إسرائيل ولبنان يهدف إلى وقف مؤقت للصراع بين إسرائيل وحزب الله الذي بدأ في 8 أكتوبر 2023، ووقف الهجمات الإسرائيلية على لبنان التي بدأت في 19 سبتمبر 2024، ووقف الغزو الإسرائيلي للبنان عام 2024 والذي بدأ في أولى ساعات الأول من أكتوبر 2024. ودخل الاتفاق حيِّز التنفيذ في فجر يوم الأربعاء 27 نوفمبر 2024. وبعد انتهاء مدة الستين يوماً في يوم الأحد 26 يناير 2025، أعلنت وزارة الصحة اللبنانية عن استشهاد 22 لبنانياً بينهم جندي في الجيش، وأصيب 124 كحصيلة أولية لاعتداءات قوات الاحتلال الإسرائيلي، أثناء عودتهم إلى قراهم وبلداتهم في الجنوب بعد انقضاء الفترة المتفق عليها في اتفاق وقف إطلاق النار، فقد أعلن الاحتلال الإسرائيلي عدم سحب قواته من الجنوب وحظر على أهالي 66 قرية وبلدة العودة إلى قراهم، ومن حاول العودة يتعرض لإطلاق النار من قبل قوات الاحتلال، وجرَّاء هذه الاعتداءات الإسرائيلية سقط عدد من الشهداء في بلدات العديسة وميس الجبل ومركبا وعيترون وبليدا وحولا.
فيما أعلنت الولايات المتحدة تمديد اتفاق وقف إطلاق النار لثلاثة أسابيع إضافية حتى 18 فبراير 2025، مع عدم التزام إسرائيل ببنود الاتفاقية ورفضها سحب قواتها من جنوب لبنان. في حين أعلن الأمين العام لحزب الله نعيم قاسم، رفض الحزب القاطع لأي مبررات لتمديد مهلة انسحاب القوات الإسرائيلية من الأراضي اللبنانية في الجنوب، وشدَّد على ضرورة التزام إسرائيل وانسحابها من جنوب لبنان، وأن الولايات المتحدة وفرنسا يتحملان تداعيات ذلك، وأشار إلى أن حزب الله التزم بعدم خرق الاتفاق منذ بِدء سريانه في 27 نوفمبر 2024 وحتى انتهاء الفترة المتفق عليها في الوقت الحالي، في حين أنَّ إسرائيل خرقته 1350 مرة.

## الخلفية
بدأت إسرائيل وحزب الله اللبناني تبادل إطلاق النار على طول الحدود الإسرائيلية اللبنانية وفي مرتفعات الجولان المحتلة من قبل إسرائيل في 8 أكتوبر 2023. ونفذت إسرائيل غارات جوية في جميع أنحاء لبنان وفي سوريا. كانت الاشتباكات جزءًا من امتداد الحرب بين إسرائيل وحماس وأكبر تصعيد عسكري للصراع بين حزب الله وإسرائيل منذ حرب لبنان عام 2006. في 30 سبتمبر 2024، صعدت إسرائيل الصراع إلى غزو بري للبنان.

## السياق السياسي
وفي إعلان عام بثه التلفزيون الإسرائيلي عقب مناقشة شروط وقف إطلاق النار، أكد رئيس الوزراء بنيامين نتنياهو دعمه للاتفاق على أساس أن وقف إطلاق النار من شأنه أن يسمح لجيش الاحتلال بالتركيز بشكل أساسي على العمليات في قطاع غزة ضد حماس و"التهديد الإيراني". وصرح قائلاً: "إننا نغير وجه المنطقة.
وأضاف أن وقف إطلاق النار كان بسبب النجاح الإسرائيلي المزعوم في غزو لبنان عام 2024 لأن حزب الله "لم يعد نفس المجموعة التي شنت حربًا ضدنا"، وأن جيش الاحتلال الإسرائيلي "أعادتهم عقودًا إلى الوراء". وذكر أن جيش الاحتلال الإسرائيلي حقق العديد من أهدافه في الغزو والغارات الجوية بقتل معظم قيادات حزب الله وتدمير أعداد كبيرة من البنية التحتية اللبنانية المرتبطة بهم.

## البنود
في 26 نوفمبر 2024، أعلن رئيس الوزراء الإسرائيلي بنيامين نتنياهو نقل اتفاق وقف إطلاق النار إلى مجلس الوزراء الأمني الإسرائيلي. وصوت مجلس الوزراء بأغلبية 10-1 لصالح الموافقة على الصفقة، وكان المعارض الوحيد هو وزير الأمن القومي المتطرف إيتمار بن غفير.
وبحسب التقارير فإن اتفاق وقف إطلاق النار سيتضمن عدة بنود:
- لن يقوم حزب الله، أو أي حركة مسلحة أخرى في لبنان، بأي عمل هجومي ضد إسرائيل.
- لن تقوم إسرائيل بأي عمل هجومي ضد أهداف في لبنان، بما في ذلك على الأرض أو في الجو أو في البحر.
- تدرك إسرائيل ولبنان أهمية قرار مجلس الأمن الدولي رقم 1701.
- وسيكون الجيش اللبناني وقوات الأمن اللبنانية الجماعتين المسلحتين الوحيدتين المسموح لهما بالعمل في جنوب لبنان.
- وسيكون بيع وتوريد وإنتاج الأسلحة في لبنان تحت إشراف ورقابة الحكومة اللبنانية.
- سيتم تفكيك كافة المنشآت غير المرخصة التي تعمل في إنتاج الأسلحة وملحقاتها، وكذلك البنية التحتية والمواقع العسكرية، وسيتم مصادرة الأسلحة غير المرخصة التي لا تتوافق مع هذه الالتزامات.
- وسوف يتم تشكيل لجنة مقبولة من جانب إسرائيل ولبنان، والتي سوف تشرف على تنفيذ الاتفاق وتساعد في ضمان تنفيذه، وسوف يشارك في تنفيذ الاتفاق، من بين آخرين، الولايات المتحدة والمملكة المتحدة وفرنسا وألمانيا.
- وستقوم إسرائيل ولبنان بالإبلاغ عن أي انتهاك محتمل لالتزاماتهما إلى اللجنة المذكورة وقوات اليونيفيل.
- سيتم نشر القوات العسكرية اللبنانية على كافة الحدود والمعابر في البلاد.
- وستقوم إسرائيل بسحب قواتها تدريجيا إلى داخل الأراضي الإسرائيلية خلال فترة تصل إلى 60 يوما.
- خلال هذه الفترة، سينسحب عناصر حزب الله إلى شمال نهر الليطاني، في حين أن القوات المسلحة التي سيسمح لها بالبقاء في هذه المنطقة هي الجيش اللبناني وقوات اليونيفيل.
- لن يتم إنشاء منطقة عازلة بين قرى جنوب لبنان والمستوطنات على خط الصراع.
- ستعمل الولايات المتحدة على تشجيع المفاوضات غير المباشرة بين إسرائيل ولبنان للوصول إلى حدود برية معترف بها.

وبحسب التقارير اللبنانية، أفاد مصدر حكومي لبناني أنه في حال عدم حدوث أي تصعيد أو خروقات للاتفاق بحلول الساعة العاشرة صباحاً بالتوقيت المحلي يوم 27 نوفمبر/تشرين الثاني 2024، فإن اتفاق وقف إطلاق النار سيدخل حيز التنفيذ. وأبدى رئيس الوزراء اللبناني نجيب ميقاتي دعمه القوي للاتفاق وحث المجتمع الدولي على المساعدة في تنفيذ الاتفاق على الفور من أجل "وقف العدوان الإسرائيلي".

## الخروق والانتهاكات
بعد ساعات من بِدء سريان اتفاق وقف إطلاق النار فجر الأربعاء 27 نوفمبر 2024، قامت إسرائيل بخرقه عدَّة مرات خلال اليومين الأولين منه، واتهم الجيش اللبناني قوات الاحتلال الإسرائيلي بخرق الاتفاق خلال 27 و28 نوفمبر، من خلال شنِّه عدَّة غارات جوية، واستهداف الأراضي اللبنانية بأسلحة ثقيلة ومختلفة. وبنهاية يوم الخميس اليوم الثاني للاتفاق بلغ عدد الخروق الإسرائيلية للاتفاق 18 مرَّة حسب إحصائيات.

## ردود الأفعال

### إسرائيل
اعتبر القنصل العام الإسرائيلي السابق والسفير ألون بينكاس أن الاتفاق "غير قابل للتنفيذ" بسبب افتراضه أن الجيش اللبناني سيشرف على إنتاج الأسلحة وتوزيعها. ووصف هذا الافتراض بأنه "مستحيل" بسبب استقلال حزب الله عن الجيش اللبناني في توزيع الأسلحة وعدم قدرته على التعاون. فيما أعرب وزير الأمن الإسرائيلي والسياسي اليميني المتطرف إيتمار بن غفير عن استيائه من اتفاق وقف إطلاق النار بسبب عدم توفيره لإسرائيل "حزامًا أمنيًا"، وعدم السماح للإسرائيليين بالعودة إلى شمال إسرائيل، وعدم توفير المقاومة للجيش اللبناني ضد حزب الله.

### دولياً

#### الدول والحكومات
- الولايات المتحدة: كوسيط في المفاوضات، قالت الرئيس الأمريكي جو بايدن أن الاتفاق تم بموافقة من لبنان وإسرائيل، وقال أنه بموجب الاتفاق سيتوقف القتال على الحدود بحلول الساعة 4:00 فجراً (بتوقيت غرينيتش)، وأضاف أن القوات اللبنانية ستتولى السيطرة على جنوب لبنان بالتدريج خلال الستين يوماً، وأن إسرائيل أيضا ستنسحب بالتدريج.[29][30][31]
- المملكة المتحدة: قال رئيس الوزراء البريطاني كير ستارمر أن بريطانيا ترحِّب باتفاق وقف إطلاق النار في لبنان وأنها تأمل بتحقيق اتفاق مماثل في قطاع غزة، وأضاف ستارمر في بيانه بشأن وقف إطلاق النار في لبنان: “سيكون تخفيفا لمعاناة السكان المدنيين في لبنان وشمال إسرائيل الذين تأثروا بعواقب النزاع المدمر وإراقة الدماء في الأشهر الأخيرة”، وأضاف كذلك أن هذه الصفقة يجب أن تتحوَّل إلى حل سياسي طويل الأمد للبنان على أساس قرار مجلس الأمن الدولي رقم 1701، والسماح للمدنيين بالعودة بشكلٍ دائم والبِدء بإعادة إعمار ما دمَّرته الحرب على جانبي الحدود.[32]
- ألمانيا: قالت وزيرة خارجية ألمانيا أنالينا بيربوك، بأن وقف إطلاق النار في لبنان بارقة أمل للمنطقة بأسرها، وأن إتمام اتفاق وقف إطلاق النار ودخوله حيِّز التنفيذ نجاح للدبلوماسية، وأضافت أن مئات الآلاف من العائلات والأطفال والنساء في جنوب لبنان وشمال إسرائيل يمكنهم الشعور بالأمان الآن.[33][34]
- فرنسا: كوسيط في المفاوضات، دعى الرئيس الفرنسي إيمانويل ماكرون إلى احترام اتفاق وقف إطلاق النار بين إسرائيل ولبنان على المدى الطويل، من أجل استعادة الأمن وتمكين عودة النازحين إلى مناطقهم في كلا الجانبين، ورحَّب في تغردة له على حسابه الرسمي على منصة إكس بدخول الاتفاق حيِّز التنفيذ، وقال أن التوصل إلى الاتفاق كان نتيجة جهود بُذلت لأشهر طويلة، بالتعاون الوثيق مع الولايات المتحدة، ودعا لانتخاب رئيس للبنان بعد بِدء سريان الاتفاق.[35][36]

#### الجمعيات والمنظمات الدولية
- الأمم المتحدة: قال وكيل الأمين العام للشؤون الإنسانية تو فيلتشر إن لبنان يعيش خضم “أشد أزمة إنسانية تدميراً منذ جيل” وأن وقف إطلاق النار يُمثِّل الأمل الأكبر لإنهاء المعاناة الهائلة الناجمة عن الحرب، وشدَّدت الأمم المتحدة على أن الصراع دمَّر حياة الناس في لبنان، حيث قُتل أكثر من 3800 شخص وجُرح 15800، وأدَّى إلى نزوح نحو 900 ألف شخص داخليًّا، إضافةً إلى قرابة نصف مليون نازح عبر الحدود، راجية أن يساهم وقف إطلاق النار في تدارك الأزمة الإنسانية الهائلة.[37]
- الاتحاد الأوروبي: رحَّب الاتحاد الأوروبي بالإعلان عن وقف إطلاق النار بين إسرائيل ولبنان، وأشاد بجهود الوساطة التي بذلتها الولايات المتحدة وفرنسا لإتمام الاتفاقية، واصفاً ذلك بالإنجاز الكبير، وشدَّد على أهمية استمرار اتفاق وقف إطلاق النار كما تم الاتفاق عليه؛ لضمان سلامة المدنيين في كلٍّ من لبنان وإسرائيل، والسماح للنازحين من كلا الجانبين بالعودة إلى بيوتهم.[38]

### الشرق الأوسط

#### الدول والحكومات
- إيران: رحَّبت وزارة الخارجية الإيرانية باتفاق وقف إطلاق النار بين إسرائيل وحزب الله، ودخوله حيِّز التنفيذ، بحسب ما أوردت وكالة الأنباء الرسمية إرنا، حيث رحب المتحدث الرسمي باسم الخارجية الإيرانية إسماعيل بقائي “بنبأ انتهاء العدوان الصهيوني على لبنان”، مضيفاً أن إيران دعت إلى إنهاء حروب إسرائيل في لبنان وغزة خلال الأربع عشر شهراً كاملة، وفي بيانٍ رسمي له قال: “إن المقاومة الفلسطينية واللبنانية أكثر تصميماً من أي وقتٍ مضى على الدفاع عن الحقوق المشروعية للشعبين الفلسطيني واللبناني”.[39][40][41]
- تركيا: رحَّب الرئيس التركي رجب طيب أردوغان بوقف إطلاق النار بعد دخوله حيِّز التنفيذ، وشدَّد على ضرورة التزام جميع الأطراف وخاصة إسرائيل بالاتفاق، والوفاء حرفياً بمسؤولياتها في ما يتعلَّق بالحفاظ على الهدوء الميداني بلبنان، وأكَّد أن تركيا مستعدَّة لتقديم شتَّى أنواع المساهمات لإيقاف المجازر والمذابح في غزة، وإرساء وقف إطلاق النار فيها.[42][43][44]
- قطر: رحَّبت دولة قطر باتفاق وقف إطلاق النار في لبنان، وأعربت عن أملها في أن يؤدي اتفاق وقف إطلاق النار في لبنان لاتفاق مماثل لوقف العدوان المستمر على غزة، ووقف الاعتداءات الإسرائيلية على الضفة الغربية، وعبَّرت وزارة الخارجية القطرية عن تطلُّع قطر إلى التزام جميع الأطراف بالتفاق وبنوده، ووقف العمليات العسكرية حالاً، والتفيذ الكامل لقرار مجلس الأمن 1701، وأن يفضي الاتفاق لتوافق أشمل يحقِّق السلام الشامل المنطقة.[45][46][47][48]

#### الحركات والأحزاب
- حركة حماس: قالت حركة المقاومة الإسلامية في بيانٍ لها حول وقف إطلاق النار في لبنان، أن حزب الله كان له دور محوري في إسناد المقاومة في غزة، واعتبرت حماس قبول الاحتلال الإسرائيلي بالاتفاق دون تحقيق شروطه الذي حددها في بداية الحرب، محطة هامة في تحطيم أحلام رئيس الوزراء الإسرائيلي بنيامين نتنياهو، في تغيير خارطة الشرق الأوسط، وقالت أن الاتفاق ما كان ليتم لولا صمود حزب الله والمقاومة في لبنان، وأشارت إلى أن إيمان المقاومة الإسلامية في غزة باستمرار مواقف حزب الله الداعمة والمساندة للمقاومة في غزة، وأشارت إلى التزامها بأي فرصة لتحقيق اتفاق مماثل في قطاع غزة، ووقف العدوان على الشعب الفلسطيني.[49][50][51]
- حركة الجهاد الإسلامي: قالت حركة الجهاد أن وقف إطلاق النار بين الاحتلال ولبنان، إنجاز مهم يكسر مساعي إسرائيل باستيلاد شرق أوسط على مقاس على أوهامها، وأضافت في البيان: “نعتبر اتفاق وقف إطلاق النار الذي رضخ له العدو إنجازاً مهماً يكسر مسار العنجهية والتوحش ومساعيه باستيلاد شرق أوسط على مقاس أوهامه على حساب شعوب أمتنا ومقدساتنا وحقوقنا بأوطاننا”، وواصلت قائله: “نُثمِّن غالياً البطولات الكبيرة والصمود العظيم والتضحيات النفسية التي قدَّمها ويُقدِّمها إخواننا في المقاومة الإسلامية في لبنان إسناداً ونصرةً لشعبنا الفلسطيني في مواجهة جرائم الحرب والإبادة التي يرتكبها العدو الصهيوني بحقِّه.. نؤكِّد على وحدة الدماء وصلابة الإرادة وثبات الرؤية التي تجمع بين قوى المقاومة في فلسطين ولبنان وباقي قوى المنطقة”.[52][53]
- الحوثيون: قال الناطق الرسمي باسم حركة أنصار الله محمد عبد السلام في تغريدة له على حسابه الرسمي في موقع إكس: “نحيي الصمود العظيم لحزب الله والشعب اللبناني العزيز في مواجهة العدوان الإسرائيلي الغاشم، وبفضل هذا الصمود وتلاحم الشعب والجيش والمقاومة تمكَّن لبنان من اجتراح نصرٍ جديدٍ بصدِّ هذا العدوان وإفشال إهدافه الخبيثة” وأضافت حركة أنصار الله أنها تثق بخيارات المقاومة في لبنان، وأن مقاومة حزب الله أجبرت إسرائيل على قبول وقف إطلاق النار وأن العدو الإسرائيلي ما كان ليرضخ ويقبل بوقف إطلاق النار لولا اصطدامه بمقاومة صلبة لم تنكسر أمام جرائم الاغتيال ضد قيادات حزب الله.[54][55]
- ووصف المحلل السياسي مروان بشارة في قناة الجزيرة الاتفاق بأنه "هدنة مؤقتة وهشة للغاية" بسبب سماحه الإسرائيل باستئناف العمليات العسكرية في حالة أي استفزاز من جانب حزب الله واستمرار التزام إسرائيل بتفكيك حزب الله.[56]
- أعرب العديد من المواطنين الفلسطينيين عن قلقهم الشديد إزاء اتفاق وقف إطلاق النار المحتمل الذي يسمح لإسرائيل بتوجيه كل قواتها العسكرية نحو القصف والغزو في قطاع غزة، مما قد يؤدي إلى تفاقم الأزمة الإنسانية الشديدة بالفعل.[3]

## انظر ايضا
- هدنه غزه 2023
- معاهدة 17 أيار